# 367 f.Kr.

## Händelser

### Efter plats

#### Grekland
- Den thebiske generalen Epaminondas invaderar återigen Peloponnesos, men denna gång lyckas han inte med mer än att vinna över Sikyon till en allians med Thebe. När han återvänder till Thebe ställs han återigen inför rätta (liksom två år tidigare) och blir återigen frikänd.
- Arkidamos III (son till Agesilaios II av Sparta) för befälet över en spartansk armé, som vinner en seger över arkadierna.
- Den thebiske ledaren Pelopidas beger sig som ambassadör till den persiske kungen Artaxerxes II och förmår honom att föreslå en lösning på de grekiska stadsstaternas dispyter enligt thebiernas önskan. Artaxerxes II utfärdar ett edikt, som består av fredsvillkor för grekerna, men detta edikt åtlyds inte av någon av de grekiska stadsstaterna.

#### Sicilien
- Dionysios I av Syrakusa dör och efterträds som tyrann av sin son Dionysios II. Då den yngre Dionysios är svag och oerfaren tar den äldre Dionysios svåger Dion över kontrollen och tvingar Platon, vars vänskap han har erhållit, att träna den nye tyrannen i praktisk användning av sina filosofiska principer.
- Dionysios II sluter fred med Karthago på samma villkor, som hans far gjorde, när han besegrades av karthagerna elva år tidigare.

#### Romerska republiken
- Under den tioårsperiod som Gaius Licinius (Calvus) Stolo är tribun i Rom (376-367 f.Kr.) gör han mycket för att få bort fiendskapen mellan patricierna och plebejerna, genom att reformera ett antal lagar. Under sin ämbetstid föreslår han lagen Lex Licinia Sextia, som återbördar konsulatet till plebejerna, kräver en plebejisk konsulspost, begränsar andelen offentlig mark, som en person kan äga och reglerar skulder. Patricierna är emot dessa lagar, men de instiftas ändå och träder i kraft året därpå.
- Concordiatemplet på Forum Romanum i Rom byggs av Marcus Furius Camillus.

### Efter ämne

#### Filosofi
- Den grekiske filosofen och vetenskapsmannen Aristoteles beger sig till Aten som student vid Platons Akademi.

## Födda
- Ptolemaios, makedonisk general, grundare av den ptolemaiska dynastin i Egypten (död 283 f.Kr.)

## Avlidna
- Dionysios I, tyrann av Syrakusa (född 430 f.Kr.)